# Nova Companhia dos Ascensores Mecânicos de Lisboa

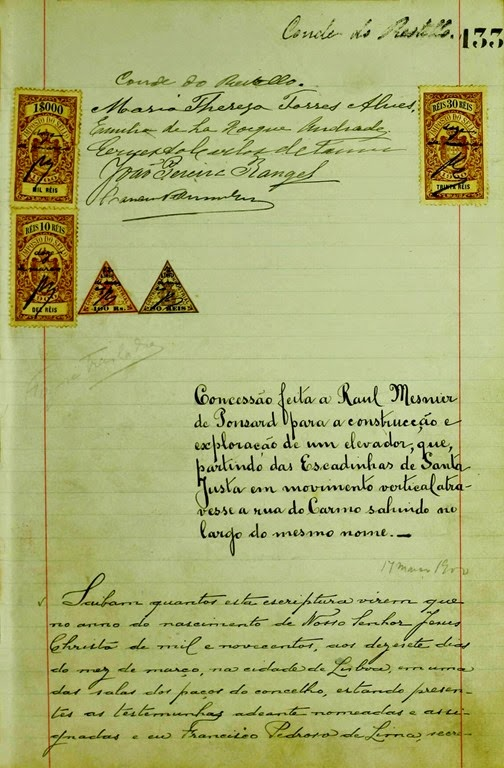
escritura de concessão (recto)

A NCAML - Nova Companhia dos Ascensores Mecânicos de Lisboa, S.A.R.L. foi fundada em 1882 e existiu até 1926, data quando foi absorvida pela Companhia Carris de Ferro de Lisboa. Foi criada e gerida por Raul Ponsard e detinha uma concessão de transportes públicos coletivos ferroviário por tração a cabo em Lisboa.
Sob a égide desta empresa foram construídos e operados até o seu encerramento os seguintes meios de transporte:
- Elevador da Bica
- Elevador da Estrela (encerrado em 1915)
- Elevador da Glória
- Elevador da Graça (encerrado em 1909)
- Elevador do Lavra
- Elevador do Município (encerrado em 1915)
- Elevador de Santa Justa

De todos os carros-de-cabo / funiculares (“ascensores”) e elevadores verticais públicos de Lisboa, os únicos que não pertenciam a esta empresa eram:
- o elevador do Chiado (1892-1912), projetado também por Ponsard mas propriedade do hotel onde se inseria,
- e o Elevador de São Sebastião (1899-1901), ligava o Rossio a São Sebastião da Pedreira. Igualmente um projeto de Ponsard, era porém da responsabilidade da Companhia de Viação Funicular.[2]

Em 1908, grande parte das ações da NCAML foi comprada pela Lisbon Electric Tramways Limited (LETL), passando, na prática, a estar sobre a alçada da sua rival Carris. Foi com isso que a partir da década de 1910, os negócios da NCAML lentamente passaram para a Carris, demorando mais do que era esperado inicialmente por causa da Primeira Guerra Mundial e a eventual participação portuguesa nesta, fazendo com que alguns negócios fossem mantidos nominalmente servindo a marca NCAML (bilhética, librés, e alguns contratos), até finalmente serem totalmente absorvidos pela Carris em 1926.